# Wilhelm Gerstenberg
Bernhard Wilhelm Gerstenberg (* 2. April 1863 auf dem Gut Rosenow, Kreis Regenwalde; † 1. Mai 1945) war ein deutscher Generalmajor und Freikorpsführer, der 1919 durch den Einsatz der Division Gerstenberg bei der Niederschlagung der Bremer Räterepublik bekannt wurde.

## Leben
Gerstenberg, Sohn des Rittergutbesitzers Emil Rudolf Gerstenberg und dessen Ehefrau Karoline, geb. Saatz, absolvierte die Ausbildung zum Offizier in der Preußischen Armee. Er diente im Ersten Weltkrieg und war Kommandeur verschiedener Truppenteile: Von 1914 bis 1916 des 2. Pommerschen Feldartillerie-Regiments Nr. 17, 1916 des Ostfriesischen Feldartillerie-Regiments Nr. 62 sowie von 1916 bis 1918 des Neumärkischen Feldartillerie-Regiments Nr. 54.
Nach Kriegsende führte er sein Regiment in die Heimat zurück, wo es ab Januar 1919 in Küstrin zunächst demobilisiert und schließlich aufgelöst wurde. Gerstenberg schloss sich daraufhin als Oberst dem als Freikorps tätigen Landesschützenkorps an und wurde Kommandeur der 3. Brigade.
1919 ist er im Rang eines Generalmajors aus der Reichswehr ausgeschieden.

### Division Gerstenberg

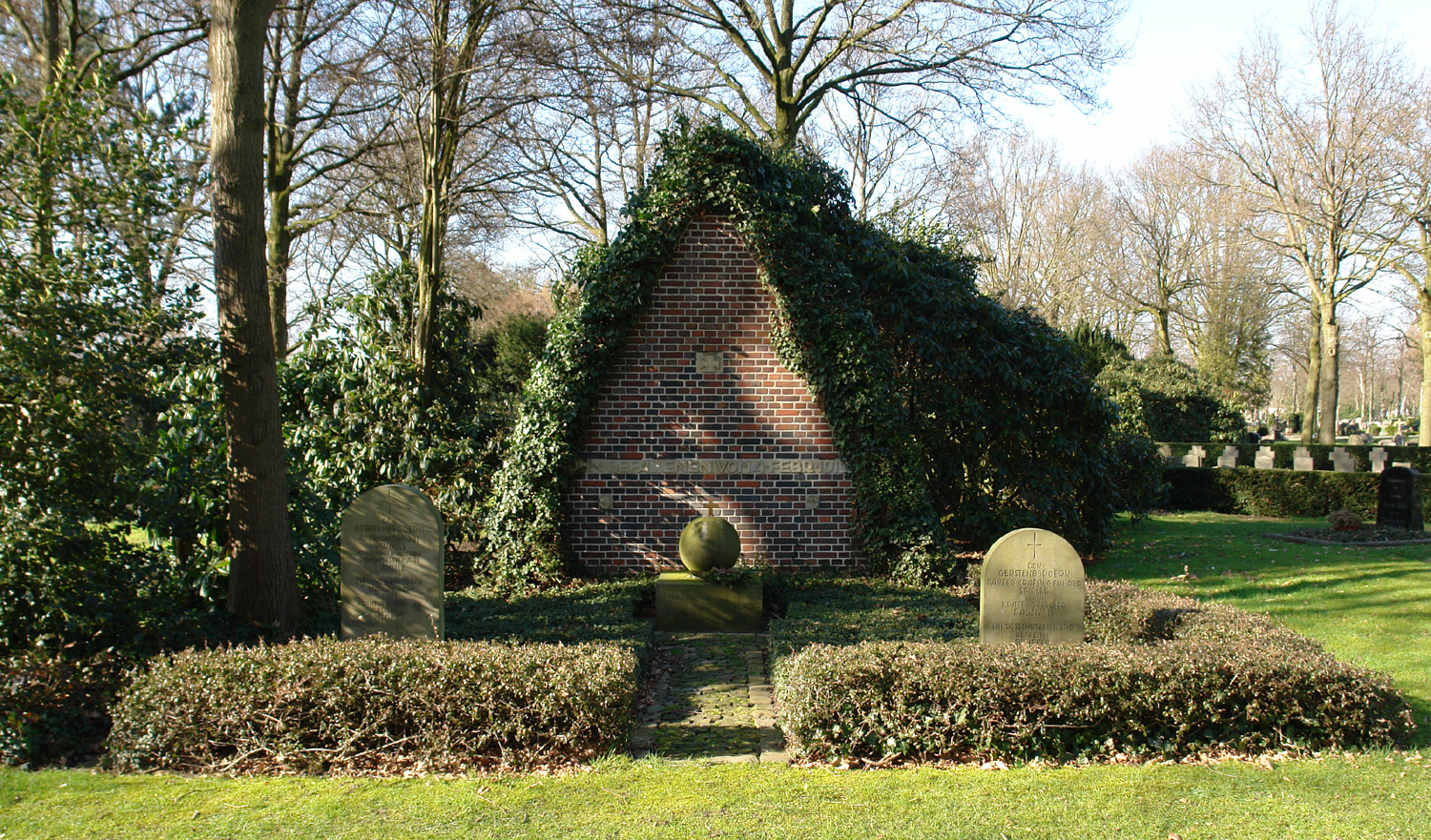
Gefallenenmal der „Division Gerstenberg“ auf dem Waller Friedhof

Noch vor der Ausrufung der Bremer Räterepublik hatten sich bremische Vertreter an die Reichsregierung gewandt und baten um ein militärisches Eingreifen gegen die Revolution. Nach der Niederschlagung des Spartakusaufstandes in Berlin wurden Truppen frei. Die reguläre Truppen der so genannten „Division Gerstenberg“ unter Oberst Gerstenberg wurden am 27. Januar 1919 durch Gustav Noske mit der Durchführung der Militäroperation beauftragt. Dazu wurde ein Detachement, bestehend aus Gerstenbergs 3. Brigade, der 1. Marine-Brigade und verschiedenen Unterstützungstruppen in Marsch gesetzt. Vor Bremen stießen verschiedene örtliche Truppen, wie das Freikorps Caspari mit 600 Mann zu dem Detachement. Gemeinsam marschierte man nach Bremen, griff am 4. Februar 1919 an und schlugen den Aufstand auch am selben Tag nieder sowie am 8./9. Februar den Aufstand in Bremerhaven. Gerstenberg übernahm den Oberbefehl in Bremen und verhängte ein Versammlungsverbot.
Es bestand eine Vereinigung ehemaliger Gerstenberger.
Die bronzene Statue Der Jüngling von Herbert Kubica wurde zum Gedenken der Gefallenen der Division Gerstenberg und des Freikorps Caspari 1936 errichtet und steht heute in den Bremer Wallanlagen.

### Familie
Gerstenberg war seit 25. Oktober 1892 mit Frieda Gohlke (1875–1945), Tochter des Rittergutsbesitzers Albert Gohlke aus Gernheim im Kreis Wirsitz verheiratet, mit der er drei Töchter hatte. 